# Бродский замок
Бро́довский за́мок или Бро́дский за́мок (укр. Бро́дівський за́мок) — замок XVII века в городе Броды (Львовская область, Украина).

## История
Территория, на которой находится Бродовский замок, издавна привлекала жителей окраин поселения Броды как местность, где можно было спрятаться от многочисленных врагов, найти приют в трудную минуту. Эта территория считается одним из наиболее вероятных мест локализации детинца древнерусских Бродов. Возможно, в конце 80-х годов XVI столетия тут в Польской Руси соорудил свою деревянную защитную усадьбу основатель Бродов как города магдебургского права (1586 год) белжский воевода Станислав Жолкевский.
Первые сведения о строительстве замка в городе Броды относятся к 1580-м годам. После приобретения Бродов в 1629 году тогдашний польный гетман коронный Станислав Конецпольский построил здесь замок нового бастионного типа.
Бродовский замок построен в 1630—1635 годах по приказу Станислава Конецпольского, по проекту известного французского инженера на польской службе де Боплана и под наблюдением итальянского зодчего Андреа дель Аквы.

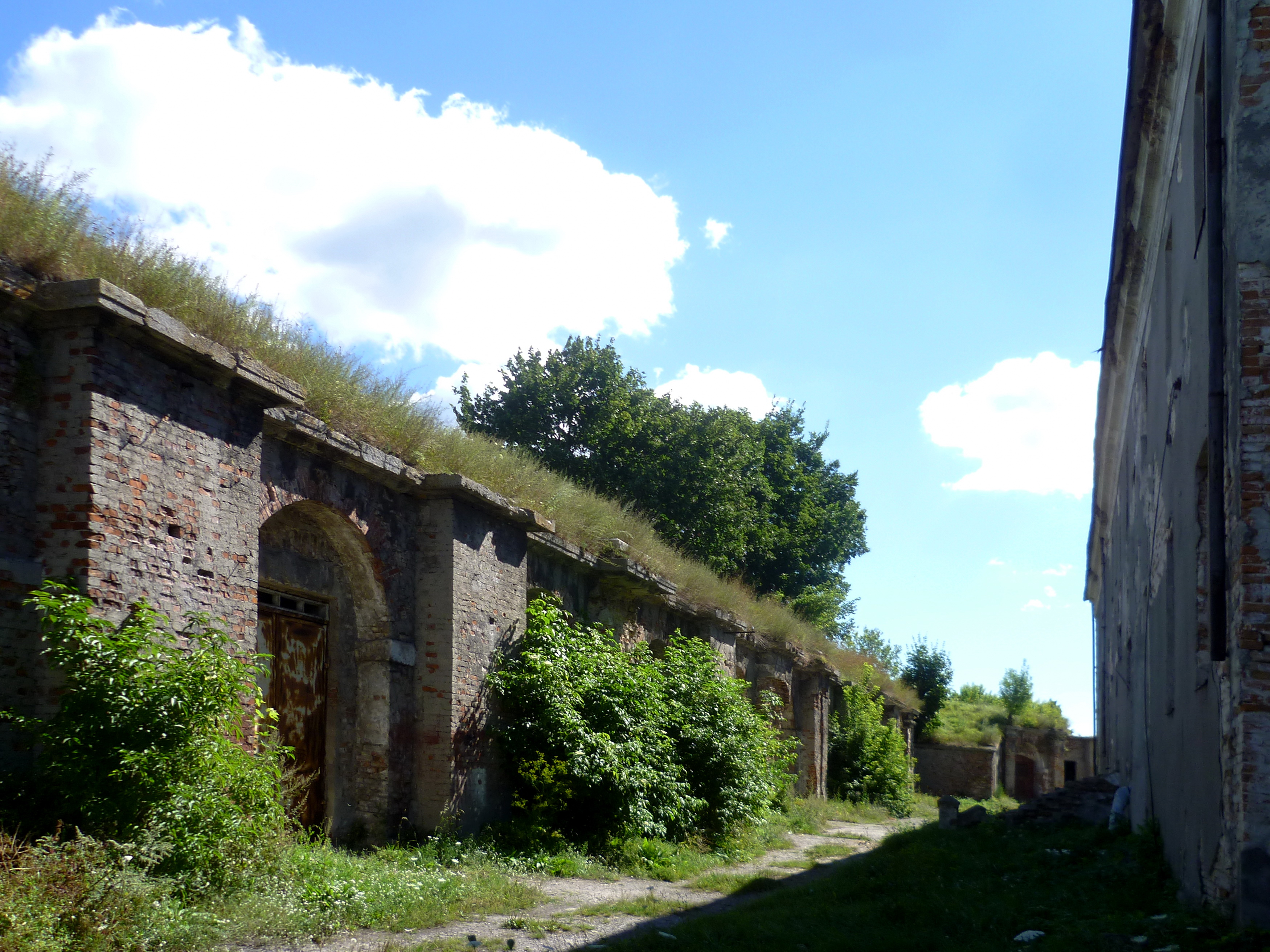
Сохранившиеся фортификационные сооружения

Замок пятиугольный в плане и был составлен из пяти бастионов и куртин (валов), в середине которых находились казематы. Замок опоясывал глубокий ров, который время от времени наполняли водой. Въезд в середину крепости осуществлялся по запруде и через подъёмный мост и равелин со стороны города. Всех казематов, учитывая шестигранные (в местах примыкания бастионов), насчитывалось 75, использовались как казармы и склады. Комендант жил в деревянном доме на территории замка. На детинце до середины XVIII столетия находились деревянная часовня и деревянный же домик, в котором жили владельцы города и коменданты крепости.
Когда Б. Хмельницкий двинулся, в 1648 году, на Броды, поляки и евреи нашли убежище в укреплённом замке, а город был сожжён казаками, причем поляки и евреи замок отстояли. В другом источнике указано что замок и крепость выдержали продолжавшуюся несколько недель осаду казацких войск во время восстания Хмельницкого в 1648 году. Во время битвы при Берестечко твердыня также играла роль польской военной базы. Отсюда для обстрела казацкого лагеря на реке Пляшевке перемещали пушки. Также тут потом содержали пленных казаков.
В концу 1660-х годов был проведён ремонт крепости, и в случае опасности здесь опять могли скрываться местные жители. В частности, так происходило во время турецких походов 1672 и 1676 годов.
В 1772 году после очередного раздела Польской республики по международному договору Броды отошли Австрийской империи.
В 1812 году Винцент Потоцкий по приказу австрийского правительства разобрал фортификации со стороны города (уничтожены равелин, надвратная башня с часами, два бастиона со стороны города, засыпан ров). До настоящего времени уцелели три с половиной куртины с казематами и два бастиона. На замковом дворе сохранился двухэтажный дворец XVIII века, построенный Станиславом Потоцким.
В послевоенный период в замке размещалась военная часть, и в это время замок сильно пострадал от перестроек. В 2007 году по инициативе музея и районных органов власти начата работа по восстановлению достопримечательности: проведена региональная конференция «Бродовский замок — памятник европейского значения в системе фортификаций на территории Галиции и Волыни», проводятся работы по уборке замковых казематов и создание экспозиции.